# シロアリ探知犬
シロアリ探知犬（シロアリたんちけん）は、シロアリの検出を目的とした使役犬。

## 概要
犬の嗅覚は人の10万倍以上といわれ、シロアリや巣に含まれる特有の物質(揮発性有機化合物)をかぎ分ける事によりシロアリを検出する。